# Frygana

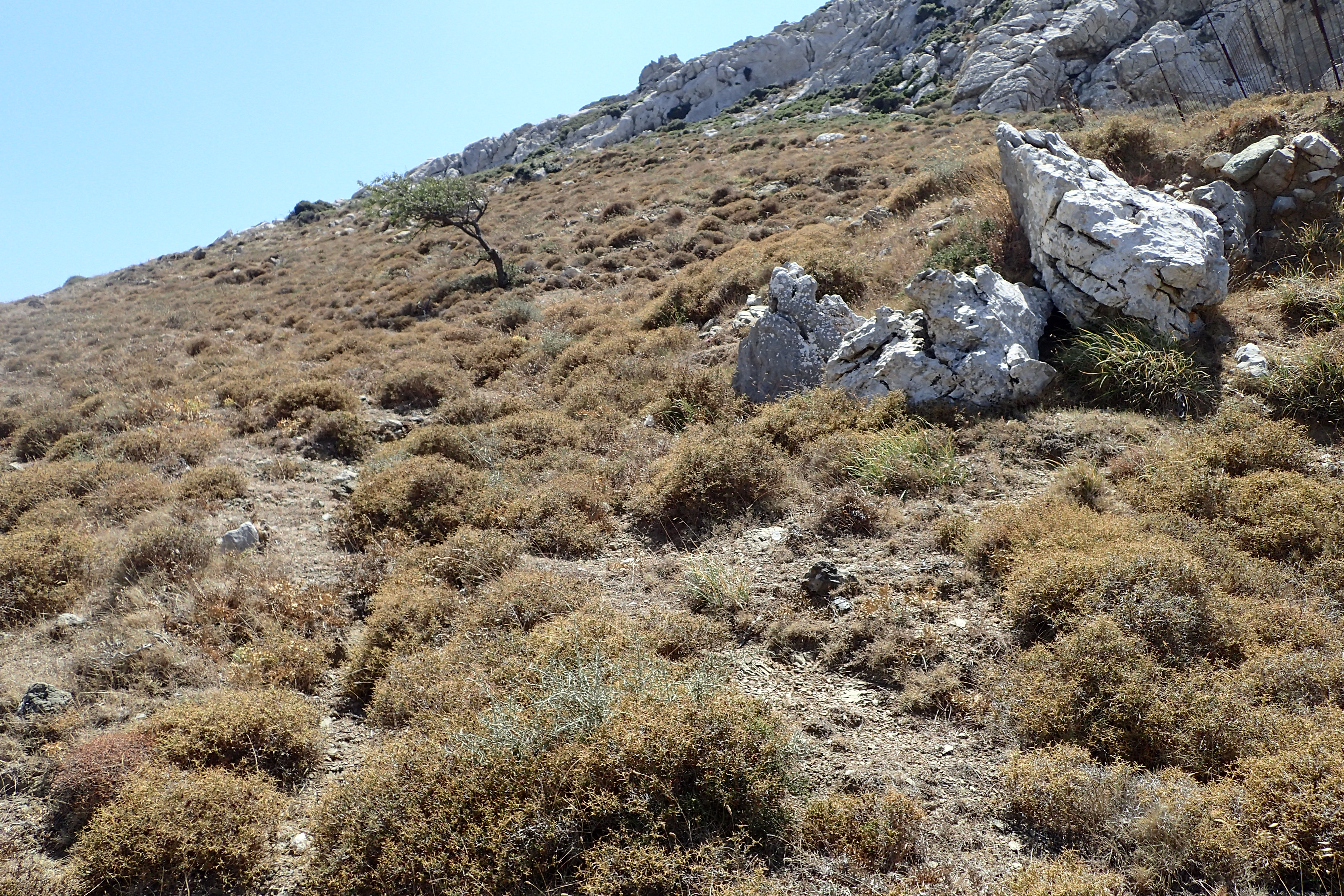
Frygana z dominacją Thymbra capitata na Krecie

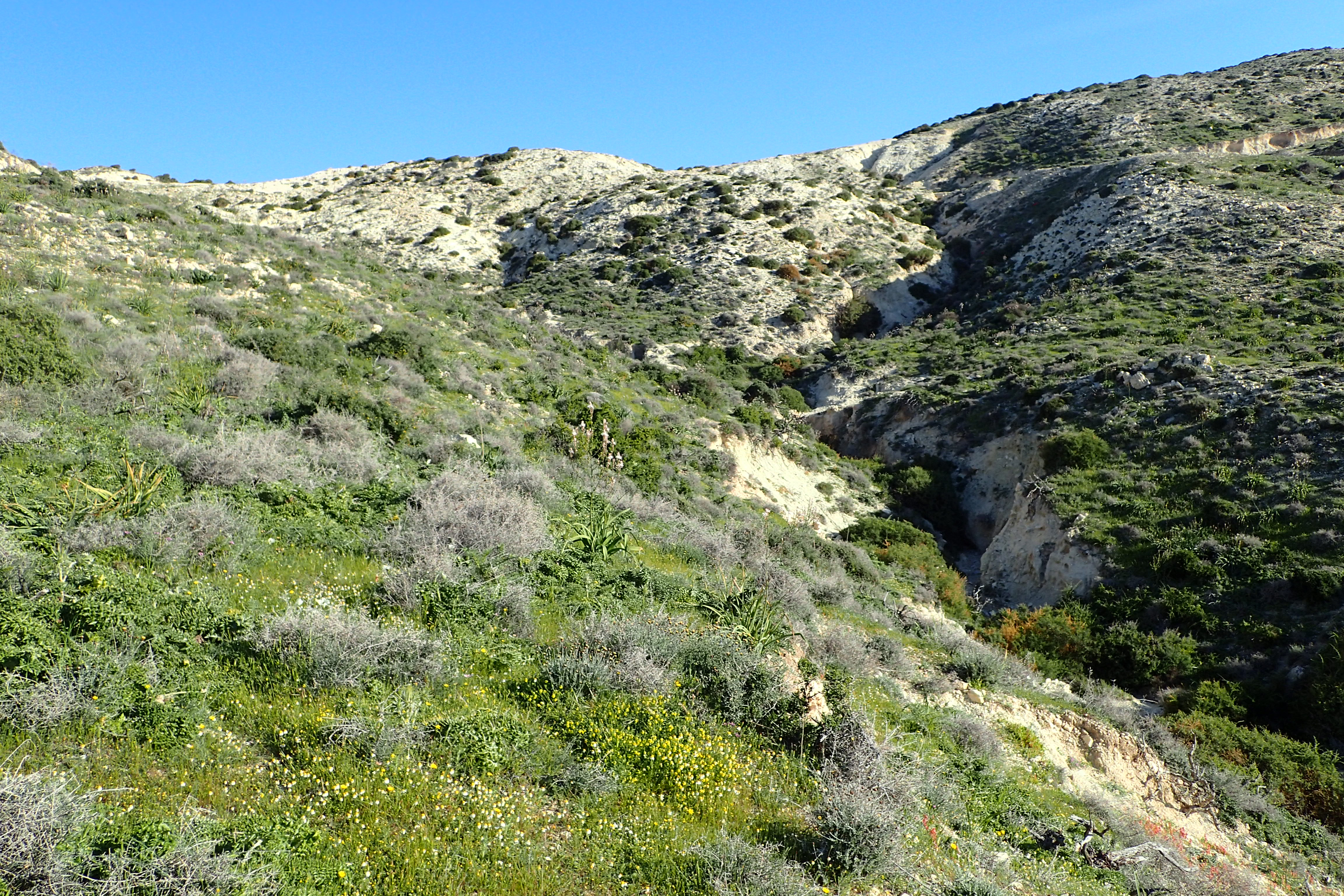
Frygana wiosną na Cyprze

Frygana – formacja roślinna niskich krzewów i roślin zielnych występująca na suchych i skalistych siedliskach we wschodniej części obszaru śródziemnomorskiego. Na fizjonomię formacji kluczowy wpływ mają rzadko rosnące, poduchowate krzewinki zwykle o wysokości do 0,3 m (wysokość roślinności nie przekracza 0,6 m). Jest odpowiednikiem garigu kształtującego się w zachodniej części obszaru śródziemnomorskiego w podobnych warunkach (zwykle jednak z nieco wyższą roślinnością). W niektórych ujęciach zbiorowiska te opisywane są zbiorczo pod nazwą garig (wówczas frygana stanowi regionalne określenie niskich, suchych zarośli, analogicznie jak tomillares w Hiszpanii, batha w Palestynie). Jednak ze względu na odmienną kompozycję florystyczną zbiorowisk garig i frygana są klasyfikowane do innych klas zespołów lub grup rzędów zespołów roślinnych typowych dla odpowiednio zachodniej i wschodniej części basenu śródziemnomorskiego. 

## Warunki geograficzno-klimatyczne i edaficzne

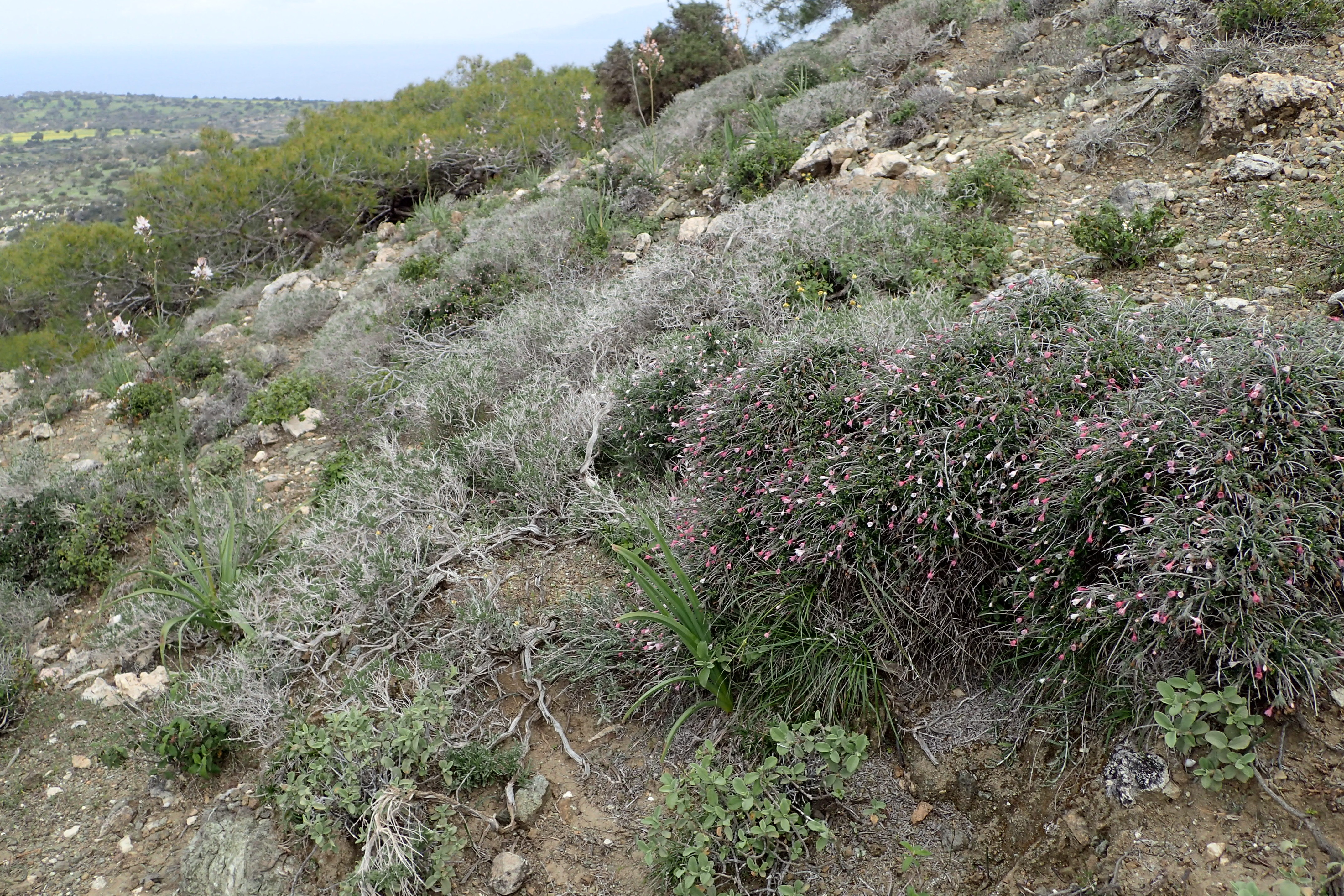
Frygana z Lithodora hispidula na Cyprze

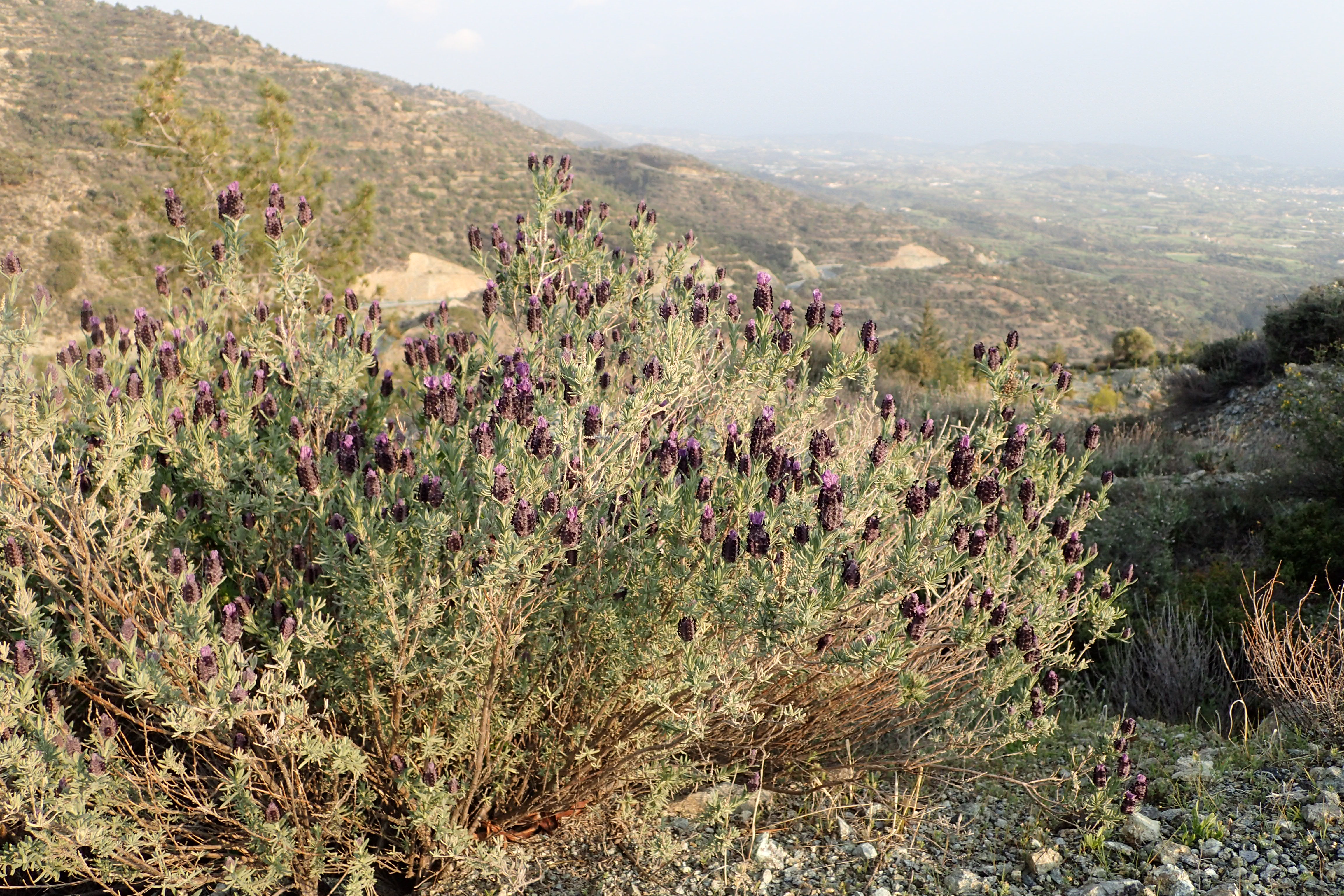
Frygana z Lavandula stoechas na Cyprze

Frygana występuje od wschodnich wybrzeży Morza Adriatyckiego i Jońskiego (Dalmacja, Albania, Grecja), poprzez cały pozostały obszar Grecji, w tym jej północną część, dalej na wschód po Cypr i wybrzeża południowej części Azji Mniejszej. Wykształca się także w północnej Afryce na wybrzeżach Cyrenajki.
Formacja w formie typowej rozwija się na skałach wapiennych, ale zaliczane są do niej też zbiorowiska powstające na kwarcowych skałach kwaśnych i ultrazasadowych. Charakterystyczne dla tej formacji są wysokie temperatury i susza w okresie letnim. W niektórych ujęciach zaliczana jest do formacji typowych dla półpustyń.

## Szata roślinna
W obrębie frygany nie rosną drzewa, krzewy są obecne, ale niskie, zwykle do wysokości 0,3 m. Dominują aromatyczne byliny z rodziny jasnotowatych oraz kolczaste i cierniste suchorośla. Liczne rośliny wieloletnie przybierają formę poduszkową – ich pędy są silnie rozkrzewione i w zarysie półkuliste. Wczesną wiosną licznie rozwijają się tu także rozmaite rośliny bulwiaste. Flora frygany jest bardzo zróżnicowana, tylko w Grecji formację tworzy ponad 200 gatunków. Szczególnie bogate florystycznie zbiorowiska frygany występują na obszarach w pobliżu brzegów morskich. Pokrycie roślinności jest jednak często niewielkie – na dużych powierzchniach występuje naga gleba lub skały.
Większość roślin rosnących we fryganie kwitnie wiosną (często nawet zaczyna już zimą) – wtedy rozwijają się i rozkwitają pędy roślin bulwiastych z takich rodzajów jak: szafran, śniedek, szafirek, złoć, szachownica, Romulea. Wówczas też kwitną liczni w tej formacji przedstawiciele storczykowatych, zwłaszcza z rodzaju dwulistnik i storczyk. Wczesnym latem masowo rozkwitają we fryganie liczne gatunki roślin jednorocznych. Z początkiem lata (koniec czerwca) liczba roślin kwitnących dramatycznie spada. Kwitną latem jednak niektóre krzewy i krzewinki (zwłaszcza szczodrzenica sitowata i Genista acanthoclada), liczne w tych zbiorowiskach gatunki powoju i bardzo liczne w tej formacji gatunki jasnotowatych: Thymbra capitata i inne macierzanki, lawenda, szałwia. Do roślin kolczastych należą często dominujące w zbiorowiskach takie gatunki jak: krwiściąg ciernisty, kapary cierniste, wilczomlecz kłujący, Calicotome villosa, Globularia alypum. We wschodniej części zasięgu formacji częstym dominantem jest Lithodora hispidula.

### Syntaksonomia
W klasyfikacji syntaksonomicznej roślinności zespoły tworzące fryganę zaliczane są do specyficznej dla wschodniej części basenu Morza Śródziemnego klasy Cisto-Micromerietea lub do grup rzędów typowych dla tego obszaru w ramach zbiorczej klasy Ononido-Rosmarinetea, obejmującej zbiorowiska zaroślowe całego obszaru śródziemnomorskiego, rozwijające się na skałach wapiennych. Do rzędów zespołów typowych dla frygany należą: 
- Cisto-Micromerietalia julianae – frygana kontynentalnej Grecji i wysp oraz wybrzeży adriatyckich oraz jońskich,
- Hyperico empetrifolii-Genistetalia acanthocladae – frygana południowej części wybrzeży i wysp Morza Egejskiego, południowej Anatolii, Cypru i Cyrenajki.

Na kwarcowych skałach kwaśnych i ultrazasadowych formują się w obszarze śródziemnomorskim zbiorowiska zaliczane do klasy Cisto-Lavanduletea stoechadis, które w obszarze wschodniośródziemnomorskim klasyfikowane są do rzędu:
- Lavandulo stoechadis-Hypericetalia olympici – frygana na skałach kwarcowych i ultrazasadowych.